# 家族の情景 (ステーンの絵画)
『家族の情景』（かぞくのじょうけい、蘭: Familietafereel、英: Family Scene）は、オランダ黄金時代の画家ヤン・ステーンが1660-1679年に板上に油彩で制作した絵画である。左下に画家の署名がある。作品は現在、アムステルダム国立美術館に所蔵されている。

## 作品
ステーンが描く情景の中の人々は、食べたり飲んだりして、楽しみながら陽気な時を過ごしている。家族を描いた本作も同様である。「ステーンの家族」という表現が無秩序の支配する家庭を表すオランダ語の成句となったように、ステーンはこうした活気があり乱雑な室内を数多く描いた。そうした絵画において、ユーモアと逸話に富んだ細部描写を見る楽しみは、最も重要かつ不変のものとなっている。しかし、ステーンは絵画の中に諺や道徳的なメッセージを込めることを常套手段としていた。本作もその典型的な例である。

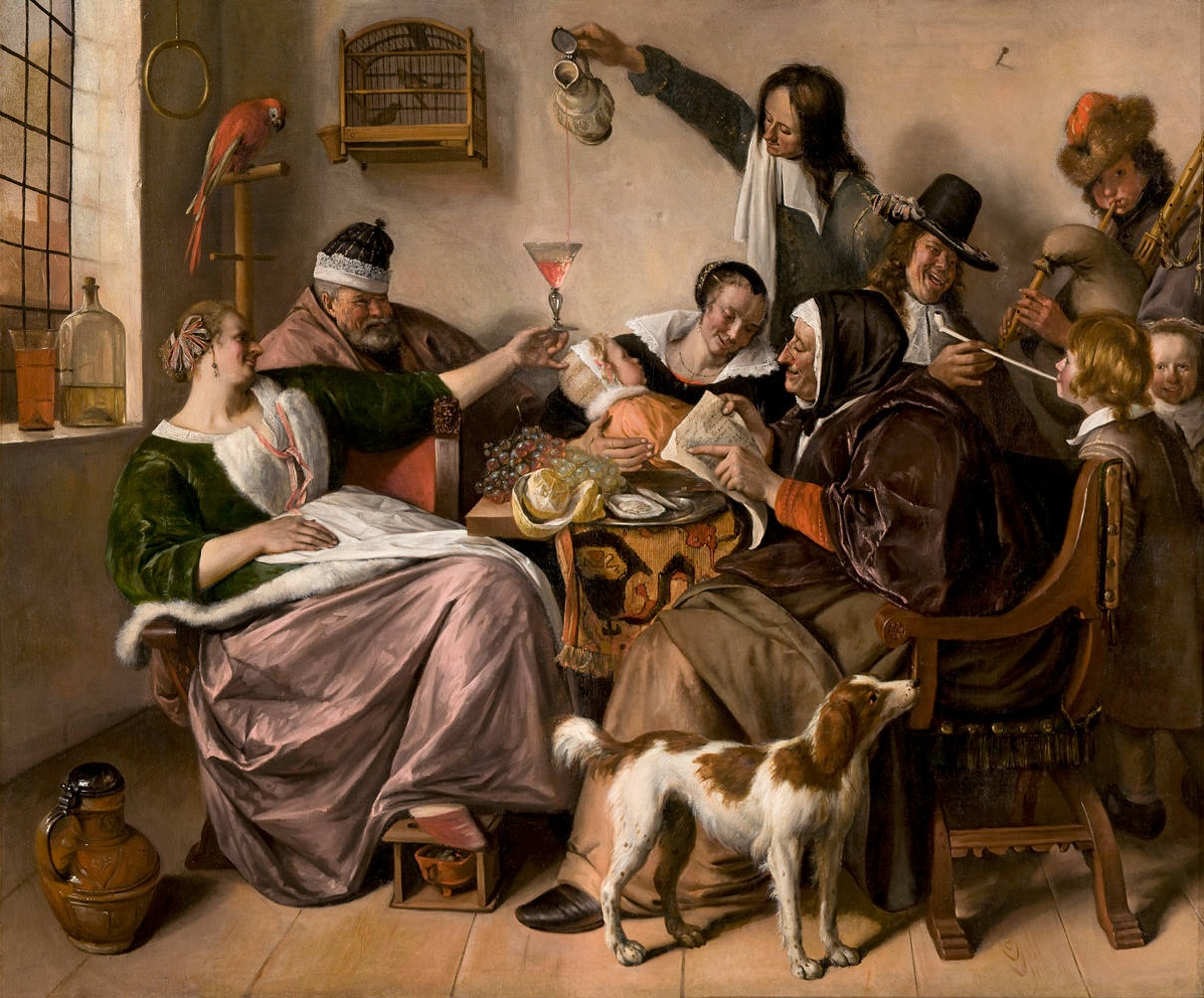
ヤン・ステーン『親に倣って子も歌う』 (1668-1670年)、マウリッツハイス美術館、デン・ハーグ

幼児が立っているテーブルの周囲には、意気揚々とした大人たちがいる。画面右側で足を伸ばして、だらしなく座りパイプをくわえている男性や、前景左側で水差しを手に持ち、椅子にもたれるように座っている女性、そして幼児の左でグラスを掲げる男性などの大人たちは皆、中央にいる幼児のお手本になるとはとても思えない。幼児は、すでにパイプから流れる煙のほうに手を伸ばしている。画面中景の右端には男性と女性が腰かけているが、彼らはやや硬い面持ちで場面を見ている。彼らの頭上には、当時、愚かさ、酔い、偽善の象徴とされたフクロウが見える。
17世紀の鑑賞者は、幼児がいずれは大人たちの振る舞いを真似ることになるという画家のメッセージを理解していたであろう。そのメッセージは、画面左でフルートを演奏する若い男性とその手前の老婆によって強調されている。これは「親に倣って子も歌う」 (「この親にしてこの子あり」の意味) という諺を表す。言い換えるなら、子供は年長者から良くも悪くもその振る舞いを学ぶため、親は良い手本を示さなければならないということである。ちなみに、ステーンはこの主題を扱った大型作品『親に倣って子も歌う』 (マウリッツハイス美術館、デン・ハーグ) も描いている。